# Kropidło szafranowe
Kropidło szafranowe (Oenanthe crocata) – gatunek rośliny trującej z rodziny selerowatych (Apiaceae). Rośnie dziko w Europie (Portugalia, Hiszpania, Francja, Włochy, Belgia, Wielka Brytania i Irlandia) oraz w Maroku. Roślina zawiera m.in. cykutoksynę.

## Morfologia i ekologia

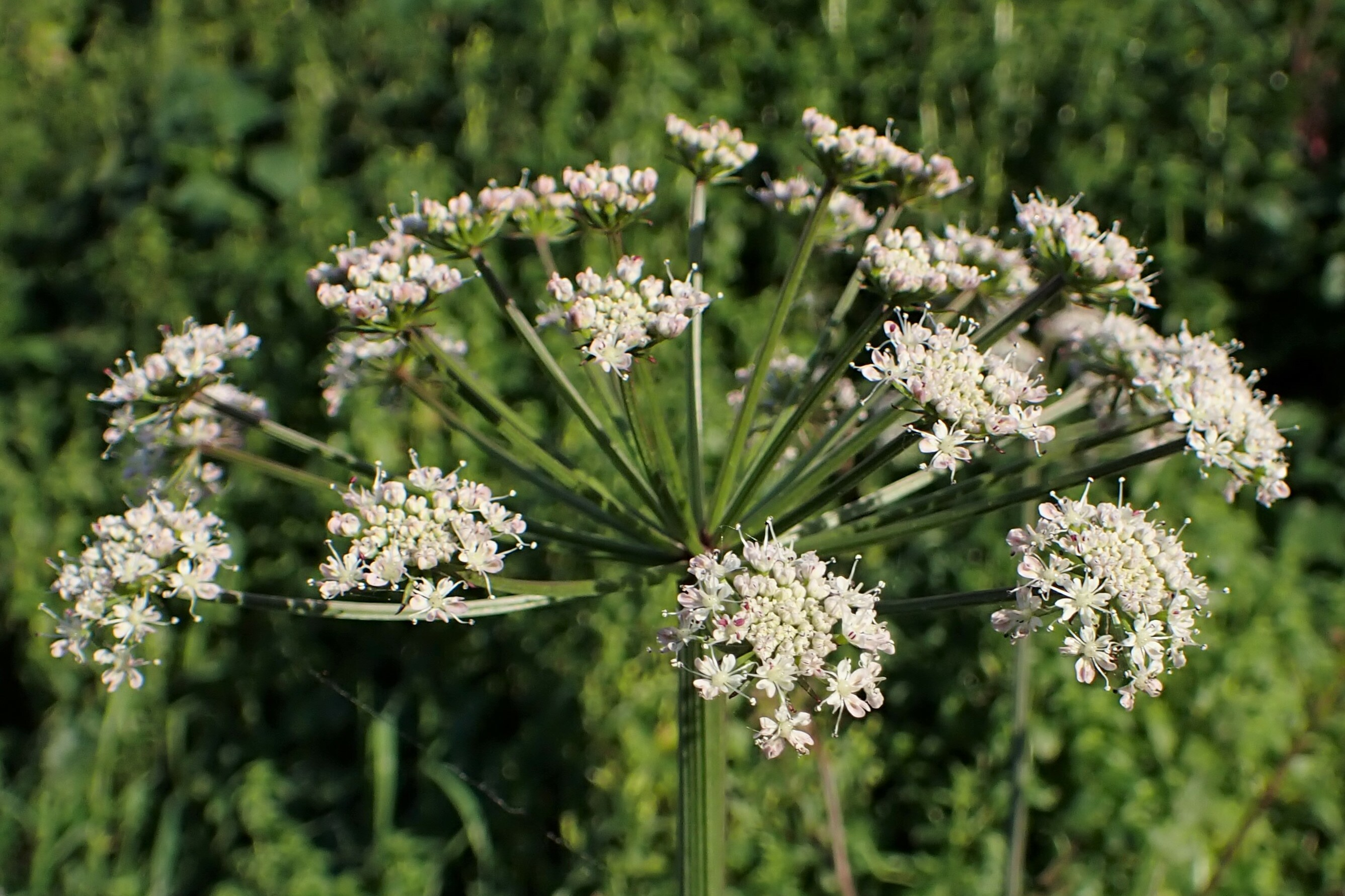
Kwiatostan

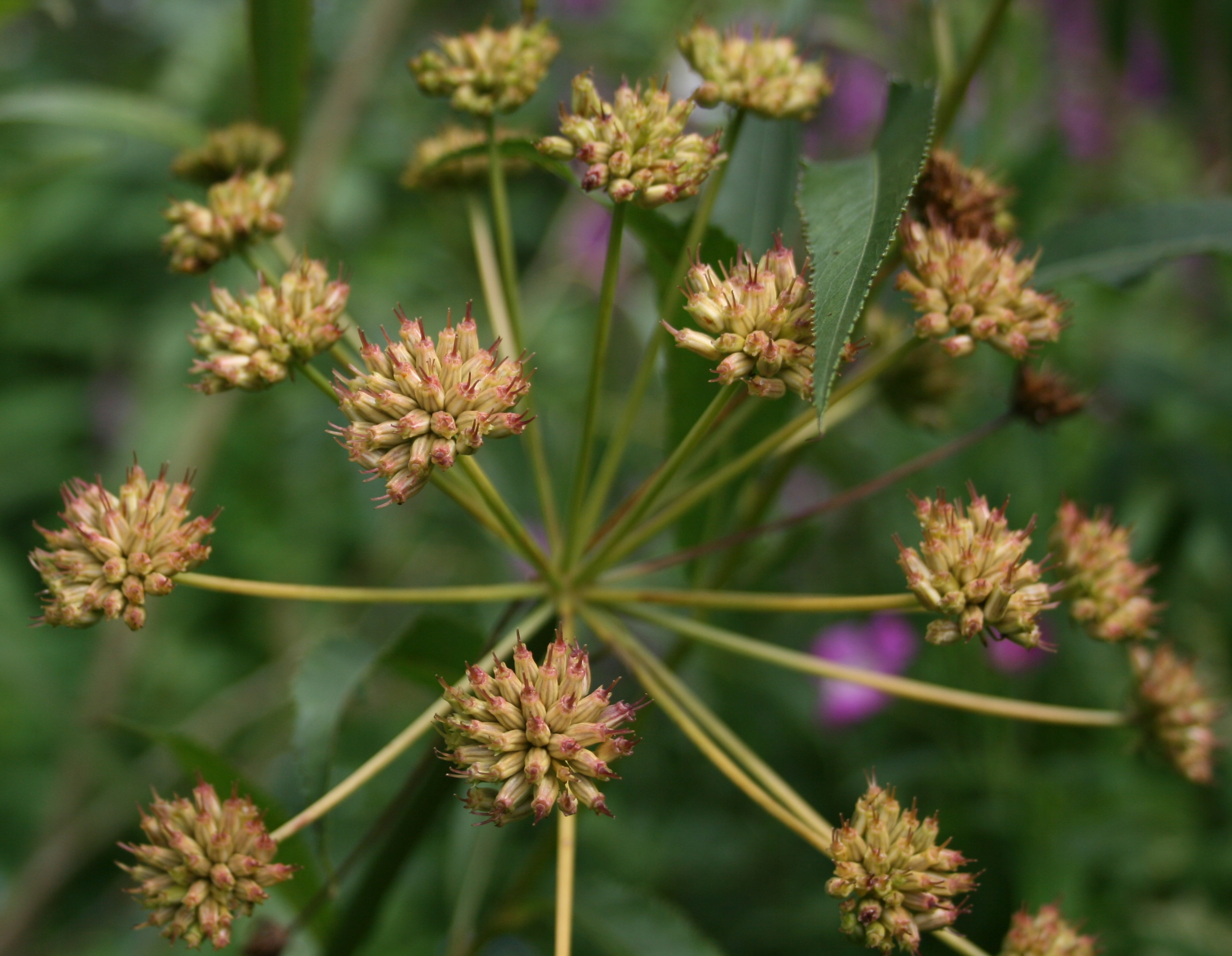
Owoce

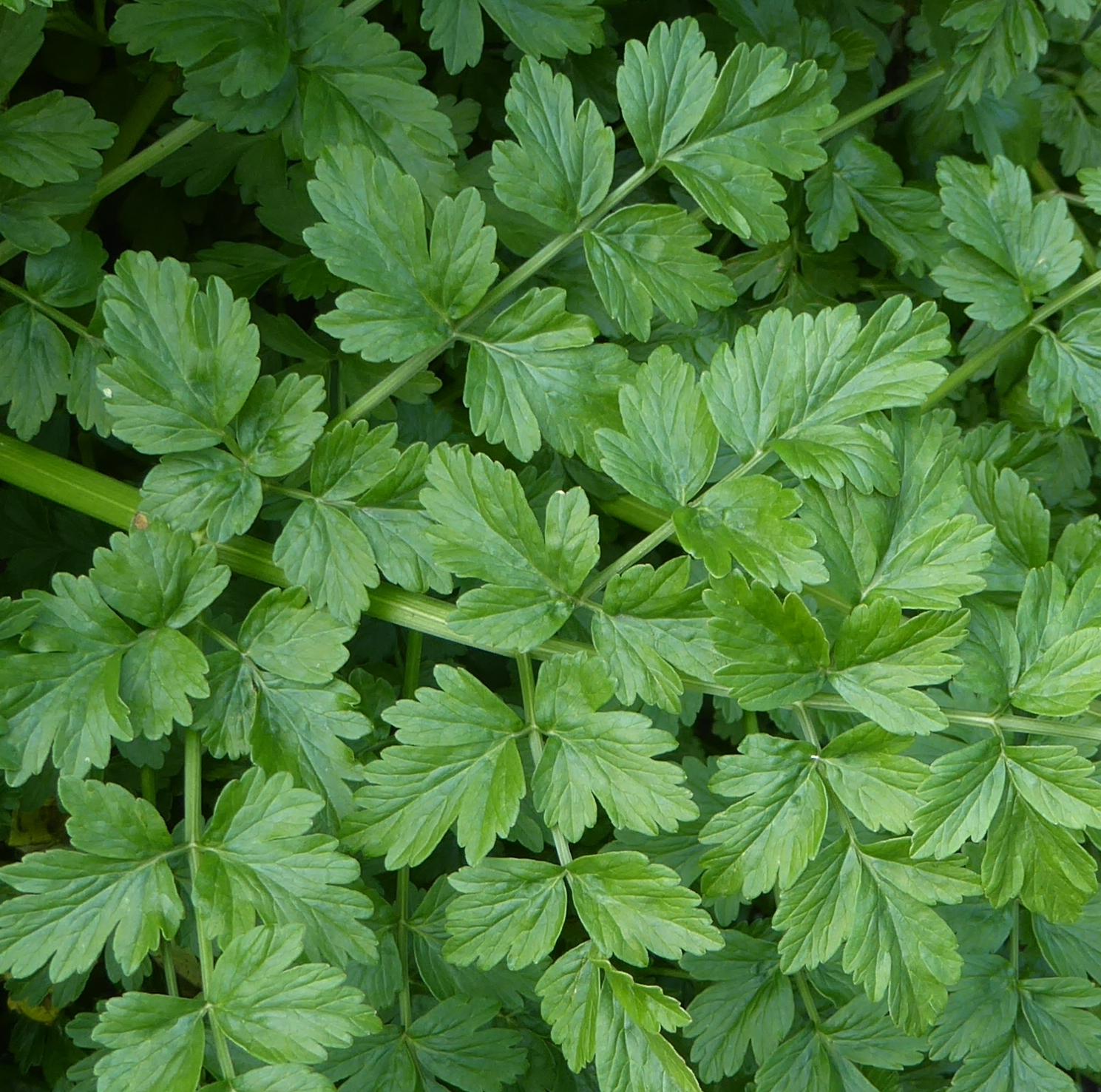
Liść

Roślina o przyjemnym, słodkim smaku i zapachu. Kwiaty drobne, białe. Wymaga miejsc podmokłych, rośnie na brzegach stawów i rzek.

## Etnofarmakologia
W starożytności na Sardynii praktykowano rytualne zabójstwa – podawano ludziom, często starcom niepotrafiącym już zadbać o siebie, truciznę. Wywoływała na twarzy szeroki („sardoniczny” – od Sardynii) uśmiech, odsłaniający zęby, i paraliż twarzy. Przez długi czas naukowcy nie wiedzieli, z jakiej rośliny wytwarzano truciznę. W Universita degli Studi del Piemonte Orientale pod nadzorem chemika Giovanniego Appendino przeprowadzono badania, które wykazały, że toksyczne substancje zawarte były właśnie w Oenanthe crocata. Według naukowców nie ma wątpliwości, że herba sardonica opisywana w starożytnej literaturze medycznej jest tożsama z Oenanthe crocata. W przeciwieństwie do wielu trujących roślin O. crocata ma przyjemny, słodki smak i przyjemny zapach. Wyjaśnienie mechanizmu molekularnego potwierdza uśmiech sardoniczny (risus sardonicus) opisany przez starożytnych autorów.